# Manuel Rivas
Pour l’article homonyme, voir Manuel Rivas Pastor.
Pour les articles homonymes, voir Rivas.
Œuvres principales
¿Que me queres, amor? (gl)

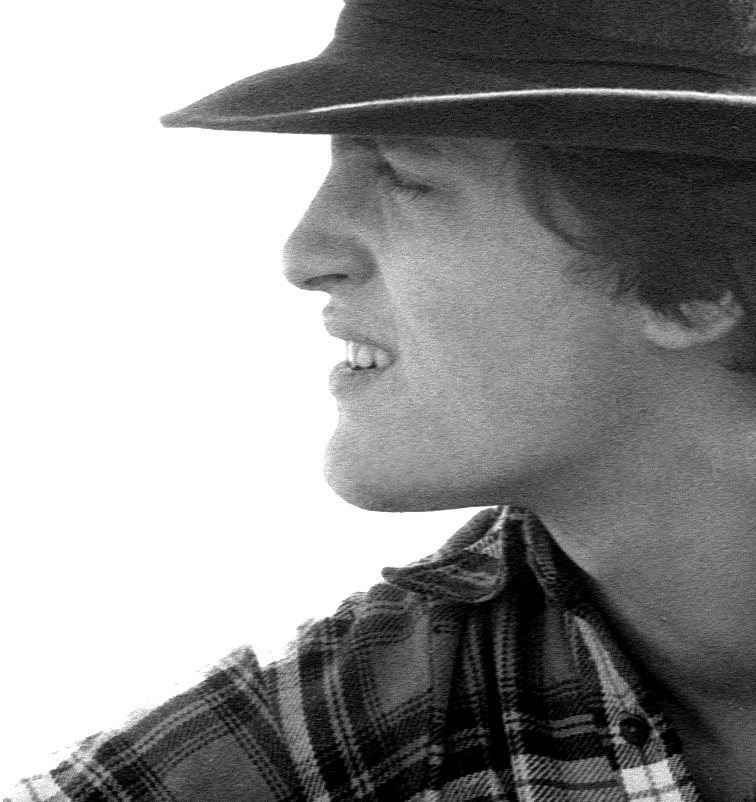
Photo des années 1980 de Manuel Rivas.

Manuel Rivas Barros (né le 24 octobre 1957 à La Corogne) est un poète, écrivain et journaliste espagnol.
Son œuvre littéraire est écrite dans sa langue maternelle, le galicien, il traduit le plus souvent lui-même ses œuvres en espagnol. Il est traduit et publié dans de nombreuses autres langues et reconnu en Espagne par de nombreux prix littéraires. Galléguiste de fait, il s'implique dans la vie intellectuelle et la vie citoyenne en Galice. Il rédige des articles pour différents journaux et collabore régulièrement pour le journal espagnol El País.

## Biographie

### L'écrivain
Manuel Rivas né à La Corogne en 1957. Dès ses études secondaires, il s'adonne à des créations littéraires et journalistiques et collabore dans divers médias. Il poursuit des études universitaires en sciences de l'information à l'université complutense de Madrid. C'est à cette époque qu'il rencontre Lois Pereiro, Xosé Manuel Pereiro, Antón Patiño et Menchu Lamas avec lesquels il fonde la revue Loia.
Son œuvre littéraire, traduite en plus de dix langues, dont le français et le breton est centrée sur la terre galicienne et sa culture, et développe tout particulièrement les questions de l'émigration, des méfaits du franquisme et des destructions de la guerre civile espagnole. Il est lauréat de divers prix littéraires en Espagne, comme le prix Torrente Ballester ou celui de la critique nationale.

### L'intellectuel citoyen
Il est un membre fondateur de Greenpeace Espagne, organisation dans laquelle il a exercé des responsabilités durant des années. Il a joué un important rôle durant la crise du Prestige en 2003, et à ce titre a collaboré à l'élaboration de la charte citoyenne Nunca Máis.

### Le journaliste
Journaliste dès l'adolescence, il a collaboré avec plusieurs médias, la presse, la  radio et la télévision. En octobre 2003 il participe avec Xurxo Souto à la ré-inauguration  de la station de radio FM cuac, laquelle ayant été fermée comme radio universitaire de La Corogne en  2002 devient radio communautaire.
Régionaliste convaincu, il a consacré une grande partie de son travail journalistique à critiquer le gouvernement de Manuel Fraga (articles regroupés dans Galicia, Galicia).

## Œuvre

### Romans et nouvelles en galicien, puis en castillan (espagnol)
- Todo ben, Vigo, Xerais, 1985, récit court en galicien ;
- Un millón de vacas,  Vigo, Xerais, 1989, récits en galicien traduits en espagnol par Basilio Losada : Un millón de vacas,  Madrid, Alfaguara, 1990 ;
- Os comedores de patacas, Vigo, Xerais, 1991, roman en galicien traduit en espagnol par Basilio Losada : Los comedores de patatas, Madrid, Alfaguara, 1991 ;
- En salvaxe compaña, Vigo, Xerais, 1991, roman en galicien traduit en espagnol par l'auteur : En salvaje compañía, Madrid, Alfaguara, 1994 ;
- Que me queres, amor?, Vigo, Galaxia, 1996 ; récits traduits en espagnol par  Dolores Vilavedra : ¿Qué me quieres amor?, Madrid, Alfaguara, 1996 ;
- Bala perdida, Vigo, Obradoiro, 1996, roman pour la jeunesse traduit en espagnol : Bala perdida, Madrid, Alfaguara,  2000 ;
- O lapis do carpinteiro, Vigo, Xerais, 1998, roman traduit en espagnol par Dolores Vilavedra : El lápiz del carpintero, Madrid, Alfaguara, 1998 ;
- Ela maldita alma, Vigo, Galaxia, 1999, récits traduits en espagnol par  Dolores Vilavedra : Ella maldita alma, Madrid, Alfaguara, 1999 ;
- A man dos paíños, Vigo, Xerais, 2000, récits traduits en espagnol par l'auteur : La mano del emigrante, Alfaguara, 2001 ;
- As chamadas perdidas, Vigo, Xerais, 2002, récits traduits en espagnol par l'auteur : Las llamadas perdidas, Madrid, Alfaguara, 2002 ;
- Contos de nadal, Vigo, Xerais, 2003, récits traduits en espagnol : Cuentos de un invierno, Alfaguara, 2005 (Serie Roja) ;
- Os libros arden mal, Vigo, Xerais, 2006, roman ;
- A desaparición da neve, Madrid, Alfaguara, 2009: recueil de poésies en galicien, espagnol, catalan et basque ;
- As voces baixas, 2012, traduit en castillan par l'auteur sous le titre Las voces bajas.

### Romans et nouvelles en français
- Le crayon du charpentier[4]  (traduction de O lapis do carpinteiro, par Ramon Chao et Serge Mestre)
- L'Éclat dans l'Abîme (Mémoires d'un autodafé), Folio 5028,traduction de Los libros arden mal, par Serge Mestre

### Adaptations au cinéma
De son recueil de contes ¿Qué me quieres, amor?, la nouvelle A lingua das bolboretas (La lengua de las mariposas en espagnol, La Langue des papillons en français), est adaptée au cinéma en 1999 par le cinéaste espagnol José Luis Cuerda et sort en France le 13 mars 2001. L'histoire se déroule en Galice  pendant l'été 1936, c'est le début de la guerre civile espagnole. Les relations émouvantes entre un maître républicain et un enfant. Le film a été tourné dans la province d'Ourense.
La nouvelle O lapis do carpinteiro en galicien (El lápiz del carpintero en espagnol) est adaptée au cinéma par Antón Reixa C'est l'histoire d'amour d'un médecin républicain sous le regard d'un franquiste pendant la guerre civile d'Espagne avec des scènes à Vigo, La Corogne et Saint-Jacques-de-Compostelle.